# 강동우 (야구인)
강동우(姜東佑, 1975년 4월 20일 ~ )는 전 KBO 리그 삼성 라이온즈, 두산 베어스, KIA 타이거즈, 한화 이글스의 외야수다.

## 선수 시절

### 아마추어 시절
단국대학교 4학년 때인 1997년에 김동주, 김선우, 조인성, 박정진, 서재응, 신경현, 유동훈 등과 함께 아시아 야구 선수권 대회 국가대표팀으로 발탁돼 참가했다.

### 삼성 라이온즈시절
경북고등학교와 단국대학교를 졸업하고 1998년 삼성 라이온즈의 1차 지명을 받아 입단했다. 1998년 데뷔 첫 해에는 단연 돋보이는 신인 중 한 명이었다. 123경기에 출전해 3할 타율, 10홈런, 22도루 등 활약했다. 그러나 LG 트윈스와의 플레이오프 2차전에서 이병규의 타구를 잡다가 펜스에 부딪혀 정강이가 골절됐다. 당시 그는 1998년 방콕 아시안 게임 야구 국가대표팀에 선출됐지만 이 사고로 참가할 수 없게 됐고, 그를 대신해 LG의 외야수 심재학이 참가했다. 정강이 부상을 크게 입은 후 슬럼프에 급격히 빠졌다. 그 해 신인왕 후보에도 올랐지만, 단 5표에 그치며 현대 투수 김수경에게 신인왕을 헌납했다. 1998년 그가 신인으로 데뷔한 타자로 규정 타석을 채워서 3할 타율을 기록한 후 신인 타자 중 규정 타석을 채운 3할 타자가 나오지 않다가 2017년에 넥센 히어로즈의 이정후가 19년만에 신인 타자 3할 기록을 세웠다.
부상 후 초기의 페이스를 찾지 못했고, 1999년에는 재활군에 머무르며 경기에 나서지 못했다. 김응용이 감독으로 부임한 후 부활하여, 2002년 한국시리즈 우승 멤버로 활약했을 때 재기상을 수상했다. 2004년 한국시리즈 9차전 당시 마지막 타자로 출전했다.

### 두산 베어스시절
2005년 삼성 라이온즈의 2번째 한국시리즈 우승 멤버로 활동했으나, 당시 감독이었던 선동열과 마찰을 빚어 2006년 3월 29일에 두산 외야수 김창희, 강봉규를 상대로 트레이드됐다. 트레이드 후 2006년에는 118경기에 출장했으나 2007년에는 김현수, 민병헌에게 밀려 25경기에만 나오고 2군을 전전했다.

### KIA 타이거즈시절
2007년 11월 KIA의 투수 이윤학을 상대로 맞트레이드됐다. 트레이드된 후 45경기에만 나오고 2군을 전전했다.

### 한화 이글스시절
2008년 10월 20일 신종길을 상대로 트레이드됐다. 2009년 시즌 개막 후 줄곧 선발 중견수 겸 1번 타자로 활약했다. 2009년 4월 11일 롯데전에서 3회말 상대 선발 허준혁을 상대로 역전 홈런을 쳐 냈다.
2009년에 데뷔 시절과 맞먹는 맹타를 보이며 완벽하게 부활했고, 팀이 최하위로 추락하는 와중에도 베테랑답게 다이너마이트 타격진을 뒷받침했다. 그 해 3할대 타율, 10홈런을 기록했고, 시즌 후 FA 자격을 얻어 1년 조건으로 재계약했다. 2002년에 이어 그 해 일구회의 의지노력상을 수상했다. 2010년에는 잠시 주춤했지만 2011년에 개인 최다 홈런을 경신하고 전 경기에 출장했다. 이후 출장 경기 수가 줄어들었고, 당시 감독이었고, 그의 재기를 이끌었던 김응용 아래에서 부활을 노렸지만 시범 경기 때 부상을 당해 26경기 출전에 그친 채 2013년 시즌 후 방출됐다. 이후에도 현역 연장을 희망했지만 결국 다른 팀의 오퍼를 받지 못하고 그 해 12월 23일 은퇴를 선언했다.

## 야구선수 은퇴 후
은퇴 후 두산 베어스의 부름을 받아 2014년 1월 7일에 두산 베어스의 2군 타격코치로 선임됐다. 두산에서는 2군 타격코치를 시작으로 1군 타격코치, 1루 코치 등을 맡았고, 2022 시즌 후 이승엽이 감독으로 선임되면서 두산과 재계약하지 못했다.
두산과 재계약하지 못한 후 2023년에는 최경환의 후임으로 대구방송의 라디오 야구 중계 해설위원으로 활동하다가, 2023 시즌 중 한화 이글스의 잔류군 코치로 영입되어 김용국에게 해설위원 자리를 넘겼다. 그러나 2024 시즌 후 한화 이글스에서 사임했다.

## 출신 학교
- 대구칠성초등학교
- 경상중학교
- 경북고등학교
- 단국대학교

## 통산 기록
| 년도 | 팀     | 타율  | 경기수 | 타수 | 안타 | 2루타 | 3루타 | 홈런 | 타점 | 득점 | 도루 | 도루 실패 | 도루 성공율 | 4사구 | 삼진 | 병살타 | 희생타 | 출루율 | 장타율 |
| ---- | ------ | ----- | ------ | ---- | ---- | ----- | ----- | ---- | ---- | ---- | ---- | --------- | ----------- | ----- | ---- | ------ | ------ | ------ | ------ |
| 1998 | 삼성   | 0.300 | 123    | 414  | 124  | 23    | 8     | 10   | 30   | 74   | 22   | 7         | 75.86%      | 43    | 68   | 5      | 11     | 0.365  | 0.466  |
| 2000 | 삼성   | 0.100 | 13     | 20   | 2    | 0     | 0     | 0    | 0    | 3    | 1    | 0         | 100.00 %    | 8     | 5    | 0      | 0      | 0.357  | 0.100  |
| 2001 | 삼성   | 0.251 | 125    | 347  | 87   | 15    | 2     | 6    | 42   | 54   | 6    | 1         | 85.71%      | 52    | 44   | 9      | 3      | 0.348  | 0.357  |
| 2002 | 삼성   | 0.288 | 130    | 466  | 134  | 23    | 3     | 9    | 49   | 75   | 11   | 6         | 64.71%      | 47    | 76   | 9      | 8      | 0.352  | 0.408  |
| 2003 | 삼성   | 0.266 | 130    | 443  | 118  | 19    | 4     | 9    | 57   | 61   | 8    | 4         | 66.67%      | 58    | 51   | 17     | 19     | 0.349  | 0.388  |
| 2004 | 삼성   | 0.295 | 132    | 438  | 129  | 22    | 1     | 3    | 49   | 59   | 9    | 5         | 64.29%      | 51    | 45   | 13     | 8      | 0.367  | 0.370  |
| 2005 | 삼성   | 0.240 | 125    | 367  | 88   | 15    | 3     | 6    | 38   | 61   | 9    | 1         | 90.00%      | 46    | 68   | 8      | 16     | 0.322  | 0.346  |
| 2006 | 두산   | 0.249 | 118    | 393  | 98   | 12    | 2     | 2    | 34   | 36   | 8    | 6         | 57.14%      | 49    | 54   | 9      | 13     | 0.330  | 0.305  |
| 2007 | 두산   | 0.163 | 25     | 43   | 7    | 1     | 1     | 1    | 6    | 1    | 0    | 1         | 0.00%       | 5     | 4    | 1      | 0      | 0.250  | 0.302  |
| 2008 | KIA    | 0.100 | 45     | 40   | 4    | 1     | 0     | 0    | 5    | 8    | 0    | 1         | 0.00%       | 9     | 6    | 0      | 3      | 0.260  | 0.125  |
| 2009 | 한화   | 0.302 | 128    | 506  | 153  | 30    | 2     | 10   | 48   | 88   | 27   | 3         | 90.00%      | 70    | 58   | 6      | 9      | 0.384  | 0.429  |
| 2010 | 한화   | 0.252 | 98     | 309  | 78   | 8     | 1     | 4    | 22   | 45   | 14   | 6         | 70.00%      | 44    | 33   | 10     | 9      | 0.346  | 0.324  |
| 2011 | 한화   | 0.288 | 133    | 518  | 149  | 13    | 3     | 13   | 51   | 83   | 17   | 15        | 53.13%      | 64    | 71   | 9      | ?      | 0.363  | 0.400  |
| 2012 | 한화   | 0.252 | 76     | 257  | 65   | 16    | 1     | 2    | 22   | 35   | 1    | 2         | 33.33%      | 26    | 21   | 5      | 5      | 0.346  | 0.324  |
| 통산 | 14시즌 | 0.271 | 1401   | 4561 | 1236 | 198   | 31    | 75   | 453  | 683  | 133  | 58        | 69.61%      | 572   | 604  | 101    | ?      | 0.350  | 0.377  |

## 참조
1. ↑  호적상 출생일이며, 실제로는 1975년 4월 20일 생이다.
2. ↑  이상학 (2011년 8월 21일). “'전 경기 출장' 강동우, "친구 인삼 먹고 힘낸다"”. 조선일보(OSEN). 2024년 1월 2일에 확인함.
3. ↑  <체육단신> 野協,국가대표 선발 - 연합뉴스
4. ↑  아기공룡 나성범 3할 발톱 세우다 - 스포츠동아
5. ↑  선동열 ‘퓨전 야구’ vs 로이스터 ‘오픈 야구’ - 스포츠칸
6. ↑  삼성-두산, 강동우 ↔ 김창희+강봉규 트레이드 《스포츠조선》, 2006년 3월 29일 작성
7. ↑  KIA 외야수 강동우, 한화 내야수 신종길과 맞트레이드 보관됨 2015-05-24 - 웨이백 머신 《Osen》, 2008년 10월 20일
8. ↑  한화 강동우, 땀에 젖은 방망이… “Again 3할” 《동아일보》, 2009년 4월 28일 작성
9. ↑  '640일 만에 홈런' 강동우, 감동을 선사하다[깨진 링크(과거 내용 찾기)] 《Osen》, 2009년 4월 11일 작성
10. ↑  한화 강동우 3억 원에 FA 재계약....김태균은 결렬 - 헤럴드경제
11. ↑  11년차 강동우, "재기상, 의지노력상이 제게 딱이죠" - 조이뉴스24
12. ↑  한화서 방출 강동우 "도전 끝나지 않아" - 스포츠조선
13. ↑  '마지막 신인 3할 타자' 강동우, 현역 은퇴 선언 - OSEN
14. ↑  은퇴 강동우, 두산 코치로 ‘제 2인생’ - 스포츠동아
15. ↑  순항하는 중에 코치진 개편, 한화에 신설된 '벤치코치'…최원호 감독 요청 왜? - OSEN
16. ↑  한화, 김민호 타격코치 영입…강동우 코치 사의 - 뉴시스